# Антон Касиповић
Антон Касиповић (Бања Лука, ФНРЈ, 30. август 1956) хрватски је политичар, правник и новинар из Босне и Херцеговине. Садашњи је потпредсједник Владе Републике Српске и министар правде. Бивши је министар просвјете и културе.

## Биографија
Основну и средњу школу завршио је у Бањој Луци, а дипломирао на Правном факултету у Бањој Луци. Био је новинар дневног листа Глас Српске, гдје је радио као директор и главни и одговорни уредник. Радио је и као дописник Телевизије Сарајево. На мјесто министра дошао је са функције директора Маркетинга Јавног РТВ сервиса БиХ. Ожењен је и има једно дијете.
На функцију министра просвјете и културе Републике Српске је биран у три владе, другој и трећој влади Милорада Додика, те влади Александра Џомбића која је поднијела оставку 27. фебруара 2013, и у оставци радила до 12. марта 2013.
Након избора за предсједника Републике Српске 2010, те избора тадашњег предсједника Владе Републике Српске Милорада Додика на функцију предсједника Републике Српске, Касиповић је краћи период био вршилац дужности предсједника Владе Републике Српске.